# Mesonemurus mongolicus
Mesonemurus mongolicus is een insect uit de familie van de mierenleeuwen (Myrmeleontidae), die tot de orde netvleugeligen (Neuroptera) behoort. 
Mesonemurus mongolicus is voor het eerst wetenschappelijk beschreven door Hölzel in 1970.